# 竹内茂夫
竹内 茂夫（たけうち しげお、1961年 - ）は、日本の言語学者。

## 来歴
愛知県生まれ。京都産業大学外国語学部言語学科言語学専修卒業。京都産業大学大学院文学修士。筑波大学大学院文学修士。現在、京都産業大学文化学部国際文化学科教授。